# Castana (Iowa)
Castana è un comune nella contea di Monona, Stato dell'Iowa, Stati Uniti d'America